# Ökumenische Theologie
Ökumenische Theologie erforscht und reflektiert Fragen der verschiedenen Konfessionen, der Weltverantwortung der Kirchen und der Gerechtigkeit im Horizont christlicher Theologie.
Im Dialog der Konfessionen und in der Bearbeitung der zwischen ihnen bestehenden strittigen Fragen in Bezug auf Glaubenslehre und christliche Praxis bezeichnet man sie als Konfessionskunde. In jüngerer Zeit ist dabei in vielen Ansätzen eine Überwindung der Spaltung im Dialog zielgebend, der nicht die Widerlegung des Gegners, sondern die Wertschätzung des anderen im Blick hat. Durch diesen ökumenischen Ansatz unterscheidet sich ökumenische Theologie von der früheren Kontroverstheologie.